# Blountova nemoc
Blountova nemoc, Blountova choroba, anglicky Blount's disease, Erlacher-Blount syndrome nebo Blount disease a latinsky Blountova tibia vara nebo Osteochondrosis deformans tibiae, je avaskulární (bezcévní) nekróza (smrt kostních buněk) spojená s abnormálním růstem a deformitou mediální části proximální metafýzy tibie (holeně). Projevuje se vybočeným kolenem nebo koleny (nohy do „O“). Nemoc získala svůj název podle amerického ortopeda, kterým byl Walter Putnam Blount (1900–1992).

## Příčiny a diagnóza
Příčiny Blountovy nemoci:
- vrozené anomálie v epifyze tibie.
- nesprávná motorický vývoj, např. brzká chůze u dítěte.
- nadváha.
- další.

## Léčba Blountovy nemoci
Léčba se provádí konzervativním způsobem přikládáním vnějších ortopedických tvarových dlah nebo chirurgicky, např. pomocí dočasného zavedení Blountových skob či Blountových dlah (implantátů) až po trvalou korekční osteotomií (protnutí kosti).

## Galerie

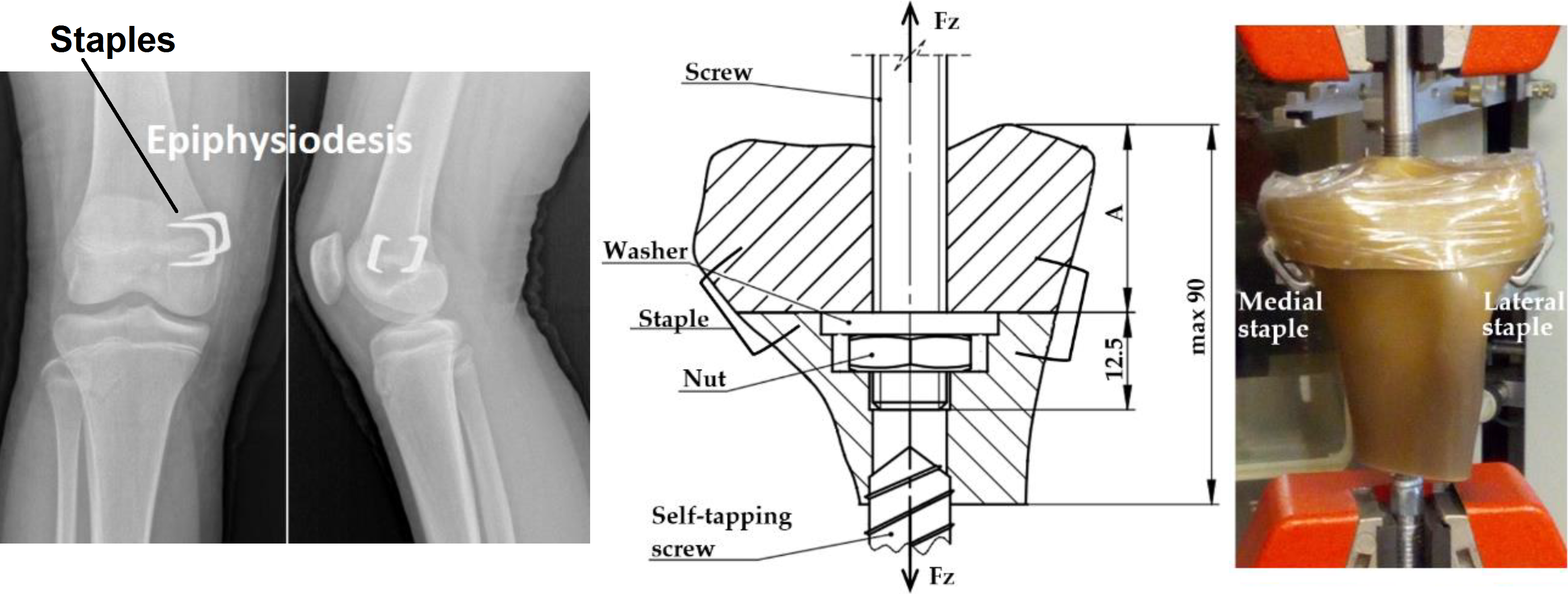
Chirurgická aplikace Blountových skob pro léčbu Blountovy nemoci a princip a provedení biomechanického testování.
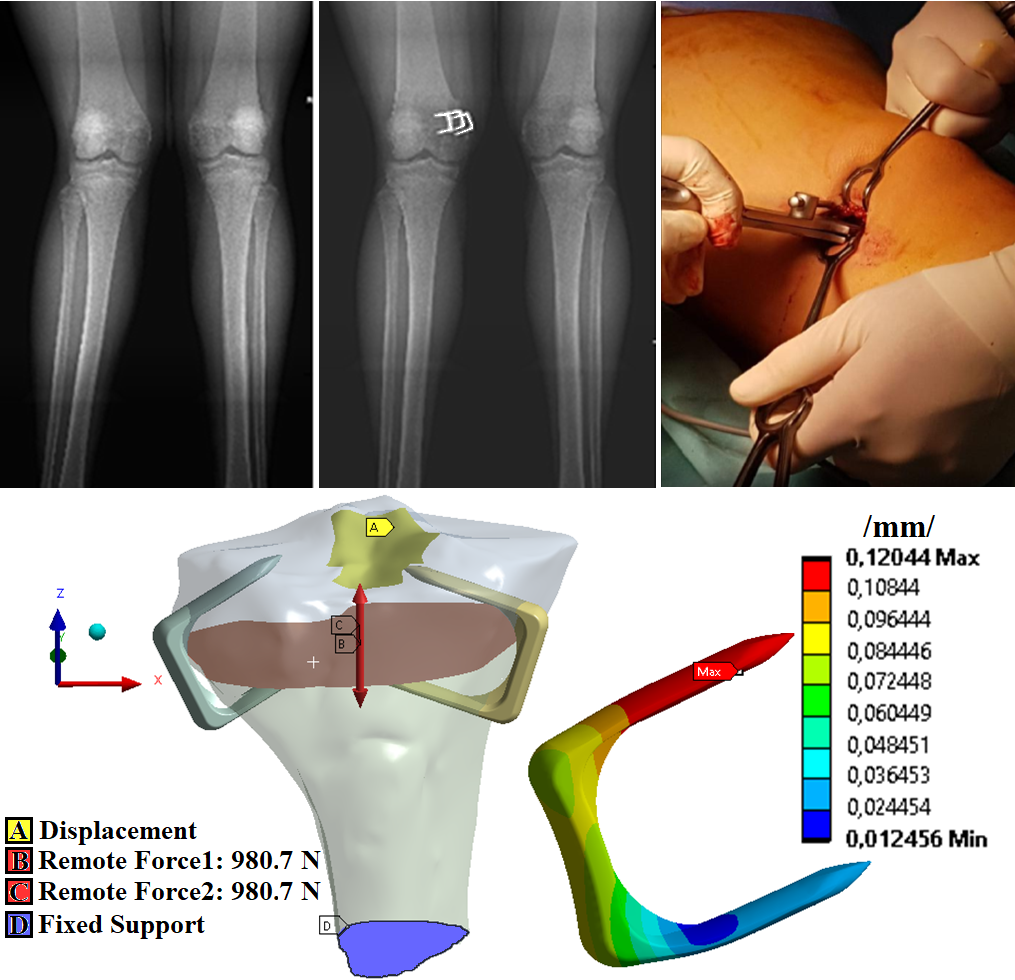
Chirurgická aplikace Blountových skob a výsledky numerického řešení pomocí metody konečných prvků.